# Liste der Wasserfälle im Landkreis Lörrach
Die Liste der Wasserfälle im Landkreis Lörrach enthält Wasserfälle im Gebiet des baden-württembergischen Landkreises Lörrach. Das Gebiet erstreckt sich auch in den südlichen Hochschwarzwald, weshalb es viele Wasserfälle gibt. Wasserfälle deren Hauptfall eine Fallhöhen kleiner 1 Meter aufweist, werden daher nicht berücksichtigt.
| Name                                                                   | Beschreibung                                                               | Ort in der Nähe             | Region oder Flussname                          | Höhe ges. | Haupt- fall | Lage | Bild |
| ---------------------------------------------------------------------- | -------------------------------------------------------------------------- | --------------------------- | ---------------------------------------------- | --------- | ----------- | ---- | ---- |
| Atzenbacher Wasserfälle                                                | Kaskaden im Granit (Talstufe)                                              | Zell im Wiesental-Atzenbach | Schuhlochbach                                  | 15 m      | 3 m         | Lage |      |
| Fahler Wasserfall                                                      | Mehrere Fallstufen, oberer 15 m, unterer 10 m in das Trogtal der Wiese     | Todtnau-Fahl                | Rotenbach (Wiesental)                          | 45 m      | 19 m        | Lage |      |
| Fischbach-Wasserfälle                                                  | Drei Fallstufen im Granit                                                  | Zell im Wiesental           | Fischbach                                      | 13 m      | 4 m         | Lage |      |
| Gersbacher Wasserfall                                                  | Fallstufen in wasserreichem Sturzbach                                      | Schopfheim-Gersbach         | Brandbach / Wehraschlucht                      | 8 m       | 6 m         | Lage |      |
| Häger Wasserfall                                                       | Mehrere Fallstufen (9 m, 5 m, 10 m), teils in Steilklamm                   | Häg-Ehrsberg                | Angenbachtal                                   | 40 m      | 10 m        | Lage |      |
| Oberer Wasserfall des Hinterwildbodenbächle                            | Abfolge zweier Fallstufen aus Felsengen heraus                             | Todtnau-Präg                | Hinterwildbodenbächle                          | 20 m      | 3 m         | Lage |      |
| Unterer Wasserfall des Hinterwildbodenbächle                           |                                                                            | Todtnau-Präg                | Hinterwildbodenbächle                          |           |             | Lage |      |
| Höll-Wasserfälle                                                       | Kaskaden über Granitstufen                                                 | Zell im Wiesental-Mambach   | Biegenbach                                     | 22 m      | 4 m         | Lage |      |
| Klemmbach-Wasserfälle                                                  | Fallstufen (Wasserentzug) in engem Kerbtal                                 | Neuenweg                    | (Heubronner) Klemmbach (Tal der Kleinen Wiese) | 6 m       | 2 m         | Lage |      |
| Multener Wasserfall                                                    | Einzelfall in eine Hochtalmulde                                            | Aitern                      | Aiternbach                                     | 3 m       | 3 m         | Lage |      |
| Prägbach-Fall am Bernauer Kreuz                                        | Gestufter Fall in eiszeitlicher Talstufe                                   | Todtnau-Präg / Bernau       | Prägbach                                       | 6 m       | 6 m         | Lage |      |
| Prägbach-Kaskaden bei den Präger Böden                                 | Sturzbach vor eiszeitlichem Talbecken                                      | Todtnau-Präg / Bernau       | Prägbach                                       | 9 m       | 1 m         | Lage |      |
| Prägbach-Kaskaden am Ziegenwäldchen auch Mittlerer Prägbach Wasserfall | Kleine Doppelstufe in Talkerbe                                             | Todtnau-Präg / Bernau       | Prägbach                                       | 2 m       | 1 m         | Lage |      |
| Großer Prägbach-Fall auch Unterer Prägbach Wasserfall                  | Teils freier Fall mit großer Gumpe                                         | Todtnau-Präg / Bernau       | Prägbach                                       | 11 m      | 6 m         | Lage |      |
| Prägbach-Kaskaden am Geschwenderholz                                   | Gleitstufen zwischen Rundhöckern                                           | Todtnau-Präg                | Prägbach                                       | 4 m       | 2 m         | Lage |      |
| Ruschbach-Fälle                                                        | Zwei Fallstufen über Muschelkalk-Bänke                                     | Grenzach-Wyhlen             | Ruschbach (Dinkelberg)                         | 17 m      | 6 m         | Lage |      |
| Sägenbach-Wasserfall                                                   | Gegliederte Einzelstufe                                                    | Wembach                     | Sägenbach (Böllenbach)                         | 6 m       | 3 m         | Lage |      |
| Todtnauer (Hangloch-)Wasserfall auch Todtnauberger Wasserfall          | Vier teils freie Fallstufen, weit sichtbarer Wasserfall aus einem Hängetal | Todtnau-Todtnauberg         | Stübenbach                                     | 97 m      | 60 m        | Lage |      |
| Warmbach-Wasserfall                                                    | Mündungsstufe in den Hochrhein                                             | Rheinfelden-Warmbach        | Warmbach                                       | 6 m       | 5 m         | Lage |      |
| Geschwender-Wasserfall                                                 | Einzelstufe, oberer Teil künstlich (Wehr)                                  | Todtnau-Geschwend           | Wiese                                          | 8 m       | 8 m         | Lage |      |
| Wasserfall in der Tschamberhöhle                                       | Entwässert in den Hochrhein                                                | Rheinfelden-Karsau          |                                                |           |             | Lage |      |
| Wasserfall im Wolfsgraben                                              | Einzelstufe, gleitend                                                      | Rheinfelden-Degerfelden     | Wolfsgraben                                    | 3 m       | 2 m         | Lage |      |